# (3709) Polypoétès
(3709) Polypoétès ou (3709) Polypœtès, désignation internationale (3709) Polypoites, est un astéroïde troyen jovien.

## Description
(3709) Polypoétès est un astéroïde troyen jovien, camp grec, c'est-à-dire situé au point de Lagrange L4 du système Soleil-Jupiter. Il présente une orbite caractérisée par un demi-grand axe de 5,245 UA, une excentricité de 0,060 et une inclinaison de 19,6° par rapport à l'écliptique.
Il est nommé en référence au personnage de la mythologie grecque Polypoétès, acteur du conflit légendaire de la guerre de Troie.

## Compléments